# Geoff Hignett
Geoff Hignett (eigentlich Geoffrey John Hignett; * 5. Oktober 1950) ist ein ehemaliger britischer Weitspringer.
1970 wurde er bei den British Commonwealth Games in Edinburgh für England startend Siebter. Bei der Universiade gewann er Bronze.
Bei den Leichtathletik-Europameisterschaften 1971 in Helsinki schied er in der Qualifikation aus.
1973 wurde er Englischer Meister.

## Persönliche Bestleistungen
- Weitsprung: 7,79 m, 31. Mai 1971, Leicester
  - Halle: 7,58 m, 23. Februar 1974, Cosford